# Rimanova sfera
U matematici, Rimanova sfera, imenovana po Bernhardu Rimanu, je model proširene kompleksne ravni, kompleksne ravni plus tačka beskonačnosti. Ova proširena ravan predstavlja proširene kompleksne brojeve, drugim rečima kompleksne brojeve plus vrednost ∞ za beskonačnost. Sa Rimanovim modelom, tačka "∞" je blizo veoma velikih brojeva, kao što je tačka "0" blizo veoma malih brojeva.
Prošireni kompleksni brojevi su korisni u kompleksnoj analizi zato što oni oni omogućavaju deljenje nulom u nekim okolnostima, na način koji čini izraze kao što je {\displaystyle {\tfrac {1}{0}}=\infty } da se dobro ponašaju. Na primer, svaka racionalna funkcija na kompleksnoj ravni se može proširiti do holomorfne funkcije na Rimanovoj sferi, pri čemu polovi rationalne funkcije mapiraju do beskonačnosti. Generalnije, bilo koja meromorfna funkcija može se smatrati holomorfnom funkcijom čiji je kodomen Rimanova sfera.
U geometriji, Rimanova sfera je prototipski primer Rimanove površine, i ona je najjednostavnija kompleksna mnogostrukost. U projektivnoj geometriji, sfera se može smatrati kompleksnom projektivnom linijom , projektivnom prostorom svih kompleksnih linija u C2. Kao i svaka kompaktna Rimanova površina, sfera se takođe može posmatrati kao projektivna algebarska kriva, što je čini osnovnim primerom u algebarskoj geometriji. To se takođe koristi u drugim disciplinama koje zavise od analize i geometrije, kao što je Blohova sfera kvantne mehanike i u drugim granama fizike.
Proširena kompleksna ravan se takođe naziva zatvorena kompleksna ravan.

## Prošireni kompleksni brojevi
Prošireni kompleksni brojevi se sastoje od kompleksnih brojeva C zajedno sa ∞.  Skup proširenih kompleksnih brojeva može da bude zapisan kao C ∪ {∞}, i često se označava dodavanjem nekog vida dekoracije na slovo C, kao što je
{\displaystyle {\hat {\mathbb {C} }},\quad {\overline {\mathbb {C} }},\quad {\text{ili}}\quad \mathbb {C} _{\infty }.}
Geometrijski, skup proširenih kompleksnih brojeva se naziva Rimanova sfera (ili proširena kompleksna ravan).

### Aritmetičke operacije
Sabiranje kompleksnih brojeva može da bude prošireno definisanjem, za z ∈ C,
{\displaystyle z+\infty =\infty }
za svaki kompleksni broj z, a množenje može da bude definisano kao
{\displaystyle z\times \infty =\infty }
za sve nenulte kompleksne brojeve , sa ∞ × ∞ = ∞. Potrebno je napomenuti da su ∞ – ∞ i 0 × ∞ ostavljeni nedefinisani. Za razliku od kompleksnih brojeva, prošireni kompleksni brojevi ne formiraju polje, jer ∞ nema recipročnu vrednost. Uprkos toga, uobičajeno je da se definiše deljenje na C ∪ {∞} sa
{\displaystyle {\frac {z}{0}}=\infty \quad {\text{i}}\quad {\frac {z}{\infty }}=0}
za sve nenulte kompleksne brojeve , sa ∞/0 = ∞ i 0/∞ = 0. Količnici 0/0 i ∞/∞ su ostavljeni nedefinisani.

### Racionalne funkcije
Racionalna funkcija f(z) = g(z)/h(z) (drugim rečima, f(z) je odnos polinomskih funkcija g(z) i h(z) od z sa kompleksnim koeficijentima, takvim da g(z) i h(z) nemaju zajednički faktor) se može proširiti na neprekidnu funkciju na Rimanovoj sferi. Specifično, ako je 0 kompleksni broj takav da je imenilac  nula dok je brojilac  različit od nule, onda se  može definisati kao ∞. Štaviše, f(∞) se može definisati kao limit od f(z) kao z → ∞, koji može da bude konačan ili beskonačan.
Skup kompleksnih rationalnih funkcija — čiji matematički simbol je C(z) — formira sve moguće holomorfna funkcija od Rimanove sfere do sebe, kada se posmatra kao Rimanova površina, osim za konstantnu funkciju koja uzima vrednost ∞ svuda. Funkcije od C(z) formiraju algebarsko polje, poznato kao polje racionalnih funkcija na sferi.
Na primer, ako je data funkcija
{\displaystyle f(z)={\frac {6z^{2}+1}{2z^{2}-50}}}
može se definisati f(±5) = ∞, pošto je imenilac nula u z = ±5, i f(∞) = 3 jer je f(z) → 3 kad z → ∞.  Koristeći te definicije, f postaje kontinuirana funkcija od Rimanove sfere do sebe.

## Kao kompleksna mnogostrukost
Kao jednodimenzionalna kompleksna mnogostrukost, Rimanova sfera se može opisati sa dve tabele, obe sa domenom jednakom ravni kompleksnih brojeva C. Neka je ζ kompleksan broj u jednoj kopiji C, a neka je ξ je kompleksni broj u drugoj kopiji C. Može se identifikovati svaki nenulti kompleksni broj ζ prvog C sa nenultim kompleksnim brojem 1/ξ drugog C. Zatim se mapa
{\displaystyle f(z)={\frac {1}{z}}}
naziva mapa prelaza između dve kopije C — takozvanih tabela — spojenih zajedno. Pošto su mape tranzicije holomorfne, one definišu kompleksnu mnogostrukost, koja se naziva Rimanova sfera. Kao kompleksna mnogostrukost jedne kompleksne dimenzije (i.e. dve realne dimenzije), to se naziva i Rimanovom površinom.
Intuitivno, tranzicione mape pokazuju kako su povezane dve ravni zajedno kako bi se formirala Rimanova sfera. Ravni su temeljno spojene, tako da se preklapaju gotovo svugda, pri čemu svaka ravan doprinosi samo jednoj tački koja nedostaje u drugoj ravni. Drugim rečima, (skoro) svaka tačka u Rimanovoj sferi ima ζ vrednost i ξ vrednost, a dve vrednosti su povezane sa ζ = 1/ξ. Tačka u kojoj je ξ = 0 tada treba da ima ζ-vrednost „1/0”; u kom smislu koordinatni početak ξ-tabele igra ulogu „∞” u ζ-tabeli. Simetrično, koordinatni početak ζ-tabele ima ulogu ∞ u ξ-tabeli.
Topološki, rezultirajući prostor je kompaktizacija u jednoj tački ravni u sferu. Međutim, Rimanova sfera nije samo topološka sfera. To je sfera sa dobro definisanom kompleksnom strukturom, tako da oko svake tačke na sferi postoji okolina koji se može biholomorfično identifikovati sa C.
S druge strane, uniformizaciona teorema, centralni rezultat u klasifikaciji Rimanovih površina, navodi da je svaka jednostavno povezana Rimanova površina biholomorfna prema kompleksnoj ravni, hiperboličnoj ravni ili Rimanovoj sferi. Među njima je Rimanova sfera jedina koja je zatvorena površina (kompaktna površina bez granica). Otuda dvodimenzionalna sfera prihvata jedinstvenu kompleksnu strukturu pretvarajući je u jednodimenzionalnu kompleksnu mnogostrukost.

## Literatura
- Griffiths, Phillip & Harris, Joseph (1978). Principles of Algebraic Geometry. John Wiley & Sons. ISBN 0-471-32792-1.
- Penrose, Roger (2005). The Road to Reality. New York: Knopf. ISBN 0-679-45443-8.
- Rudin, Walter (1987). Real and Complex Analysis. New York: McGraw–Hill. ISBN 0-07-100276-6.
- Kobayashi, Shoshichi (1970). Transformation Groups in Differential Geometry (First изд.). Springer. ISBN 3-540-05848-6.
- Slovák, Jan (1993). Invariant Operators on Conformal Manifolds. Research Lecture Notes, University of Vienna (Dissertation).
- Sternberg, Shlomo (1983). Lectures on differential geometry. New York: Chelsea. ISBN 0-8284-0316-3.
- Arnold, Douglas N.; Rogness, Jonathan (2008), „Möbius Transformations Revealed” (PDF), Notices of the AMS, 55 (10): 1226—1231
- Beardon, Alan F. (1995), The Geometry of Discrete Groups, New York: Springer-Verlag, ISBN 978-0-387-90788-8
- Hall, G. S. (2004), Symmetries and Curvature Structure in General Relativity, Singapore: World Scientific, ISBN 978-981-02-1051-9 (See Chapter 6 for the classification, up to conjugacy, of the Lie subalgebras of the Lie algebra of the Lorentz group.)
- Katok, Svetlana (1992), Fuchsian Groups, Chicago:University of Chicago Press, ISBN 978-0-226-42583-2 See Chapter 2.
- Klein, Felix (1888), Lectures on the ikosahedron and the solution of equations of the fifth degree (Dover изд.), ISBN 978-0-486-49528-6.
- Knopp, Konrad (1952), Elements of the Theory of Functions, New York: Dover, ISBN 978-0-486-60154-0 (See Chapters 3–5 of this classic book for a beautiful introduction to the Riemann sphere, stereographic projection, and Möbius transformations.)
- Mumford, David; Series, Caroline; Wright, David (2002), Indra's Pearls: The Vision of Felix Klein, Cambridge University Press, ISBN 978-0-521-35253-6 (Aimed at non-mathematicians, provides an excellent exposition of theory and results, richly illustrated with diagrams.)
- Needham, Tristan (1997), Visual Complex Analysis, Oxford: Clarendon Press, ISBN 978-0-19-853446-4 (See Chapter 3 for a beautifully illustrated introduction to Möbius transformations, including their classification up to conjugacy.)
- Penrose, Roger; Rindler, Wolfgang (1984), Spinors and space–time, Volume 1: Two-spinor calculus and relativistic fields, Cambridge University Press, ISBN 978-0-521-24527-2
- Schwerdtfeger, Hans (1979), Geometry of Complex Numbers, Dover, ISBN 978-0-486-63830-0 (See Chapter 2 for an introduction to Möbius transformations.)
- Tóth, Gábor (2002), Finite Möbius groups, minimal immersions of spheres, and moduli
- Farkas, Hershel M.; Kra, Irwin (1980), Riemann Surfaces (2nd изд.), Berlin, New York: Springer-Verlag, ISBN 978-0-387-90465-8
- Pablo Arés Gastesi, Riemann Surfaces Book.
- Hartshorne, Robin (1977), Algebraic Geometry, Berlin, New York: Springer-Verlag, ISBN 978-0-387-90244-9, MR 0463157, OCLC 13348052, esp. chapter IV.
- Jost, Jürgen (2006), Compact Riemann Surfaces, Berlin, New York: Springer-Verlag, стр. 208—219, ISBN 978-3-540-33065-3
- Papadopoulos, Athanase, ур. (2007), Handbook of Teichmüller theory. Vol. I, IRMA Lectures in Mathematics and Theoretical Physics, 11, European Mathematical Society (EMS), Zürich, ISBN 978-3-03719-029-6, MR 2284826, doi:10.4171/029
- Papadopoulos, Athanase, ур. (2009), Handbook of Teichmüller theory. Vol. II, IRMA Lectures in Mathematics and Theoretical Physics, 13, European Mathematical Society (EMS), Zürich, ISBN 978-3-03719-055-5, MR 2524085, arXiv:math/0511271 , doi:10.4171/055
- Papadopoulos, Athanase, ур. (2012), Handbook of Teichmüller theory. Vol. III, IRMA Lectures in Mathematics and Theoretical Physics, 19, European Mathematical Society (EMS), Zürich, ISBN 978-3-03719-103-3, doi:10.4171/103
- Siegel, Carl Ludwig (1955), „Meromorphe Funktionen auf kompakten analytischen Mannigfaltigkeiten”, Nachrichten der Akademie der Wissenschaften in Göttingen. II. Mathematisch-Physikalische Klasse, 1955: 71—77, ISSN 0065-5295, MR 0074061
- Weyl, Hermann (2009) [1913], The concept of a Riemann surface (3rd изд.), New York: Dover Publications, ISBN 978-0-486-47004-7, MR 0069903

## Spoljašnje veze
- Hazewinkel Michiel, ур. (2001). „Riemann sphere”. Encyclopaedia of Mathematics. Springer.  978-1556080104.
- Moebius Transformations Revealed, by Douglas N. Arnold and Jonathan Rogness